# تاکین سوئه
تاکین سوئه (برمه‌ای: သခင်စိုး؛ 1906 – ۶ مهٔ ۱۹۸۹) سیاستمدار و یکی از بنیانگذاران حزب کمونیست برمه، سرباز اهل میانمار بود.